# Valleikanaal

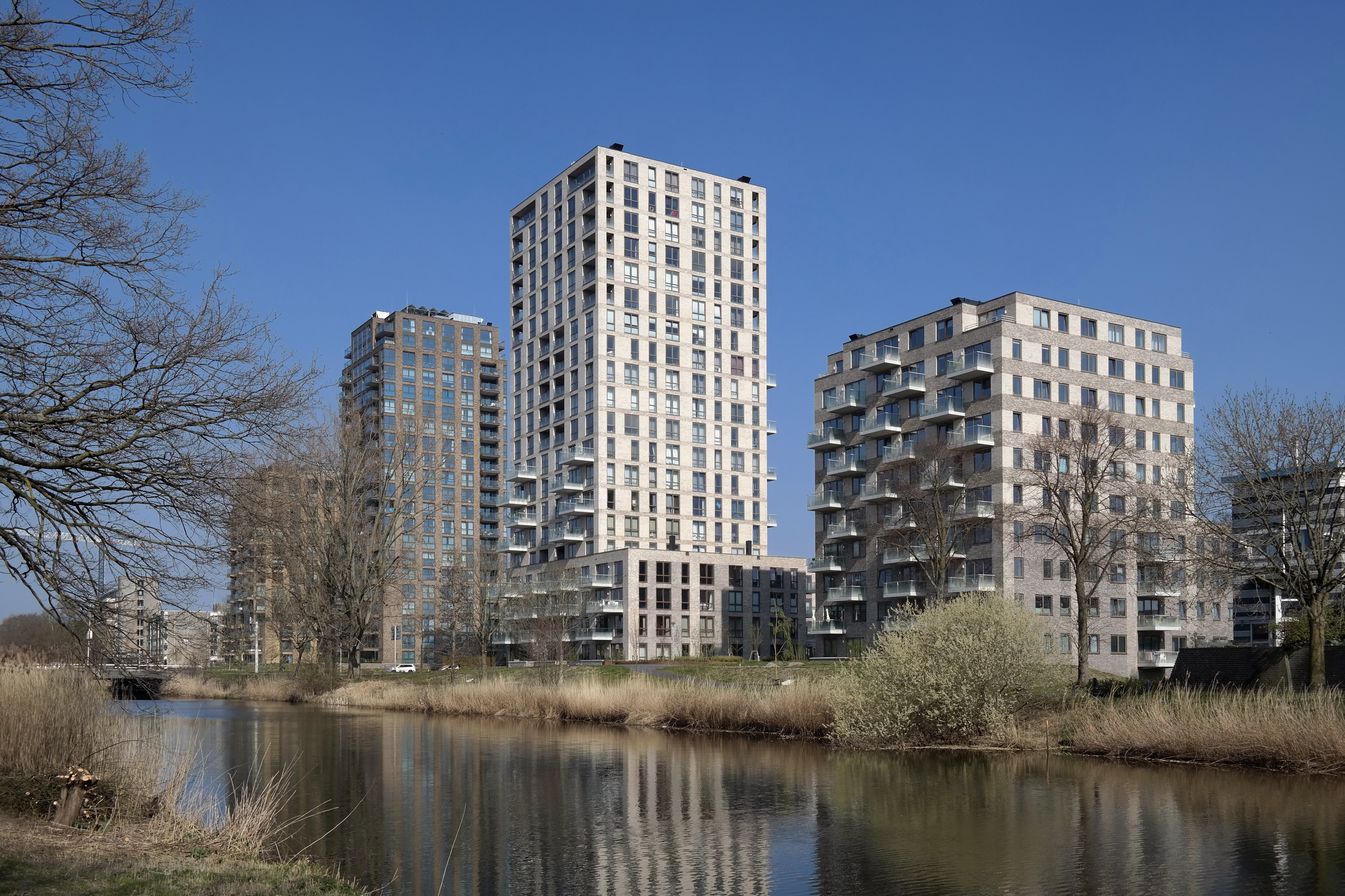
Het Valleikanaal in Amersfoort even ten zuiden van de brug bij de Hogeweg in het Hogekwartier

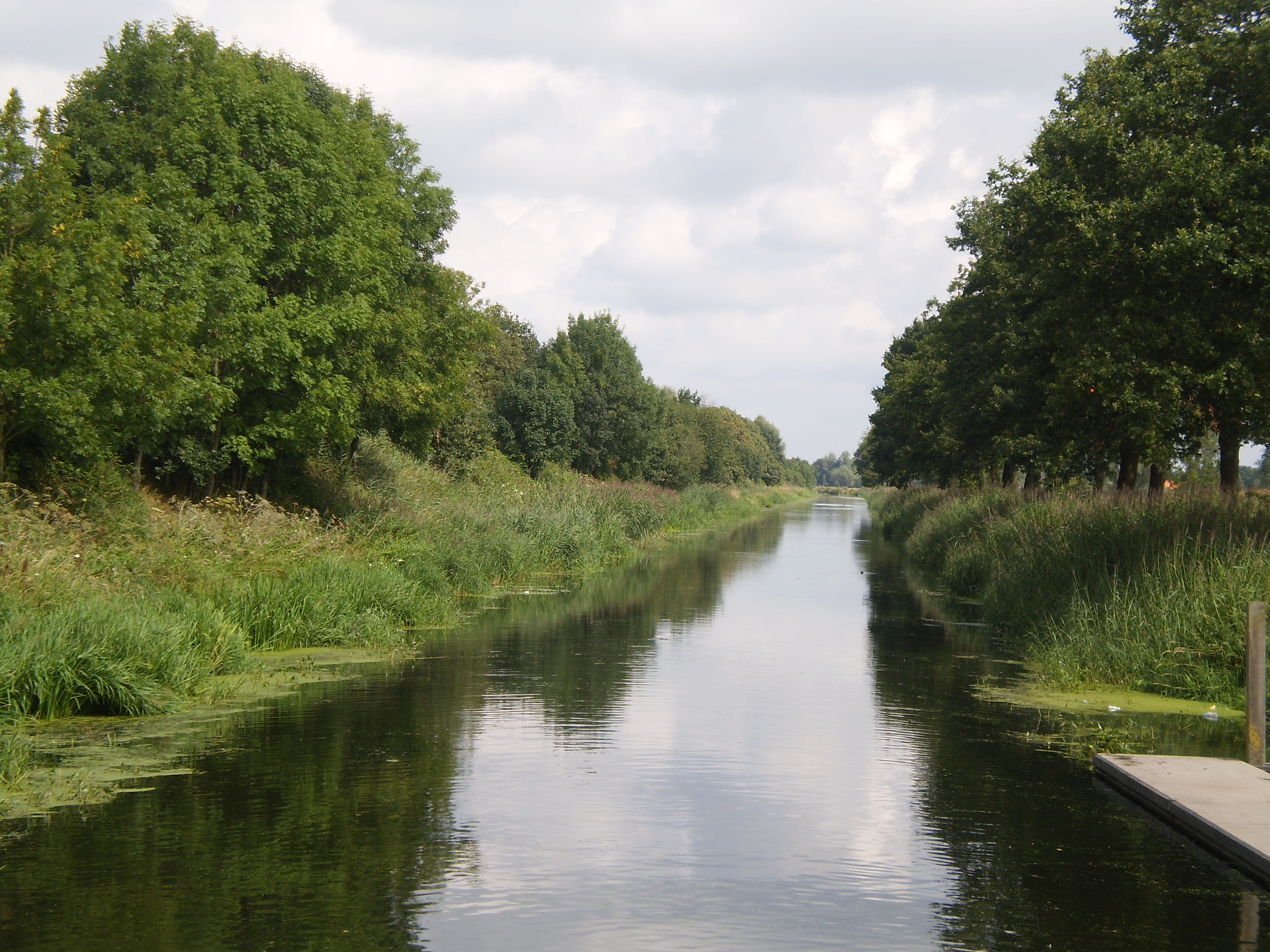
Valleikanaal, Scherpenzeel.

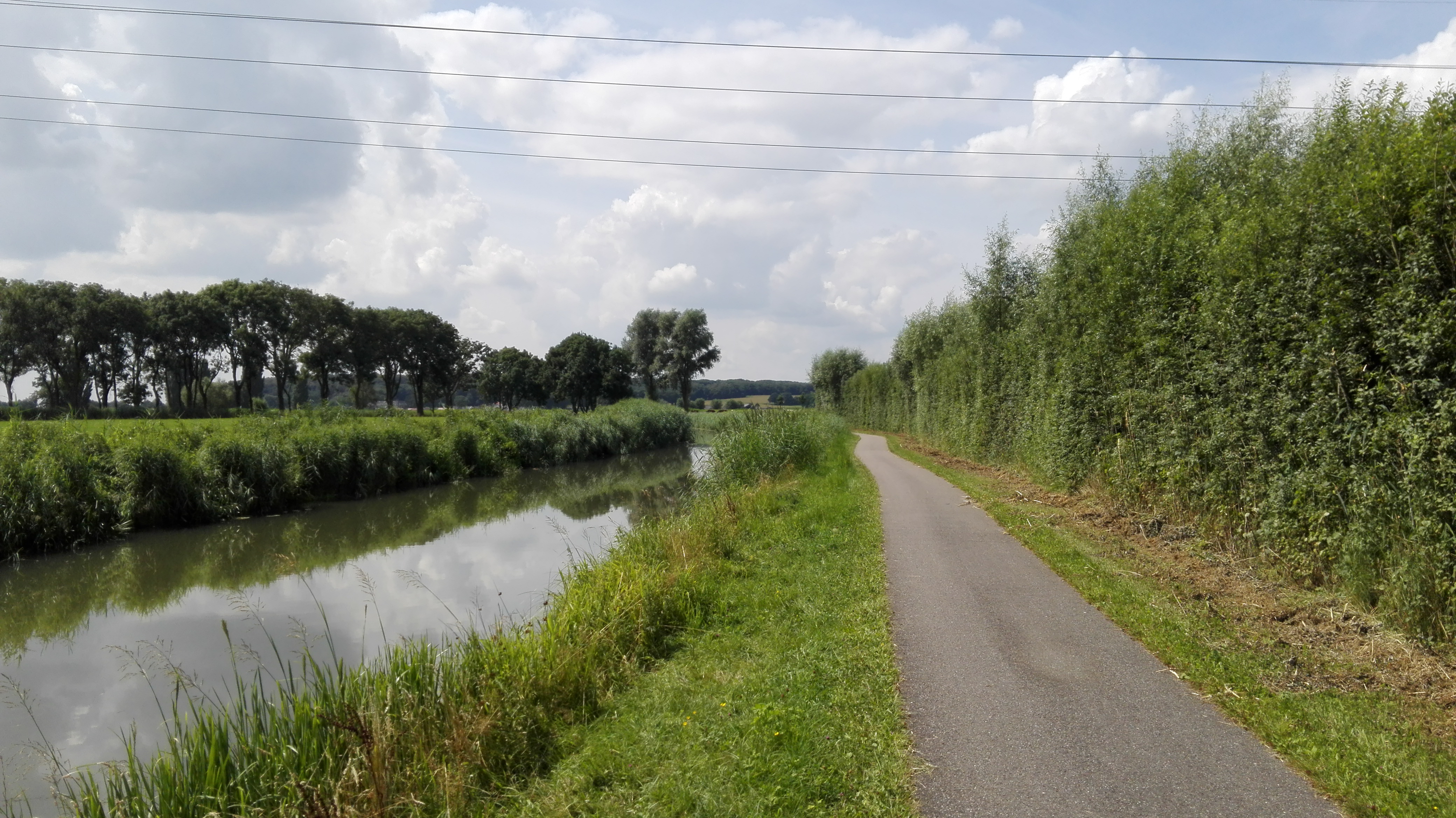
Valleikanaal, nabij de Grebbeberg.

Het Valleikanaal is een kanaal van ongeveer 40 km lang in de Nederlandse provincies Utrecht en Gelderland. De naam is ontleend aan de Gelderse Vallei, waar het kanaal in noordelijke richting doorheen stroomt. Het doel van het kanaal is de afwatering van diezelfde vallei en dus het voorkomen van wateroverlast.

## Ligging
Het kanaal loopt van de Nederrijn bij Rhenen (aan de voet van de Grebbeberg) naar de Eem in Amersfoort. Op verschillende plaatsen vormt het kanaal de grens tussen Utrecht en Gelderland. De plaatsen of gemeenten waar het Valleikanaal door loopt, zijn achtereenvolgens:
- Rhenen;
- Wageningen;
- Veenendaal;
- Overberg (gem. Utrechtse Heuvelrug);
- Scherpenzeel;
- Woudenberg;
- Leusden;
- Amersfoort.

## Aanleg
Het Valleikanaal in zijn huidige vorm werd aangelegd in de periode 1935-1941 in het kader van de werkverschaffing. Dit was deels ter versterking van de Grebbelinie, de inundatie zou hierdoor beter verlopen, en deels ter verbetering van de afwatering van de Gelderse Vallei.
Delen van het kanaal bestaan echter al veel langer. Het stuk tussen Rhenen en Veenendaal werd bijvoorbeeld al in de middeleeuwen gegraven en is sindsdien bekend onder de naam Bisschop Davidsgrift of kortweg Grift. Ter hoogte van Woudenberg volgt het deels de vroegere loop van de Lunterse Beek, ten oosten van Leusden de loop van de Moorsterbeek en ten noorden van Leusden de Modderbeek. Vanaf de Luntersebeek bij de Bruinenburgersluis moest tot aan de Moorsterbeek een nieuw stuk kanaal worden gegraven, net als ten noordoosten van Amersfoort tussen de Barneveldse Beek en de Eem.

## Stuwen
Ter regulering van het waterpeil zijn er in het valleikanaal zeven stuwen aanwezig. In volgorde stroomafwaarts vanaf Rhenen tot Amersfoort:
| Stuw        | Verval (m) | Plaats       |
| Grebbesluis | 1,3        | Rhenen       |
| Veenkampen  | 0,3        | Wageningen   |
| De Groep    | 1,0        | Scherpenzeel |
| Pothbrug    | 0,4        | Woudenberg   |
| Roffelaar   | 1,5        | Woudenberg   |
| Asschat     | 0,9        | Leusden      |
| Balladelaan | 0,8        | Amersfoort   |

## Waterkracht

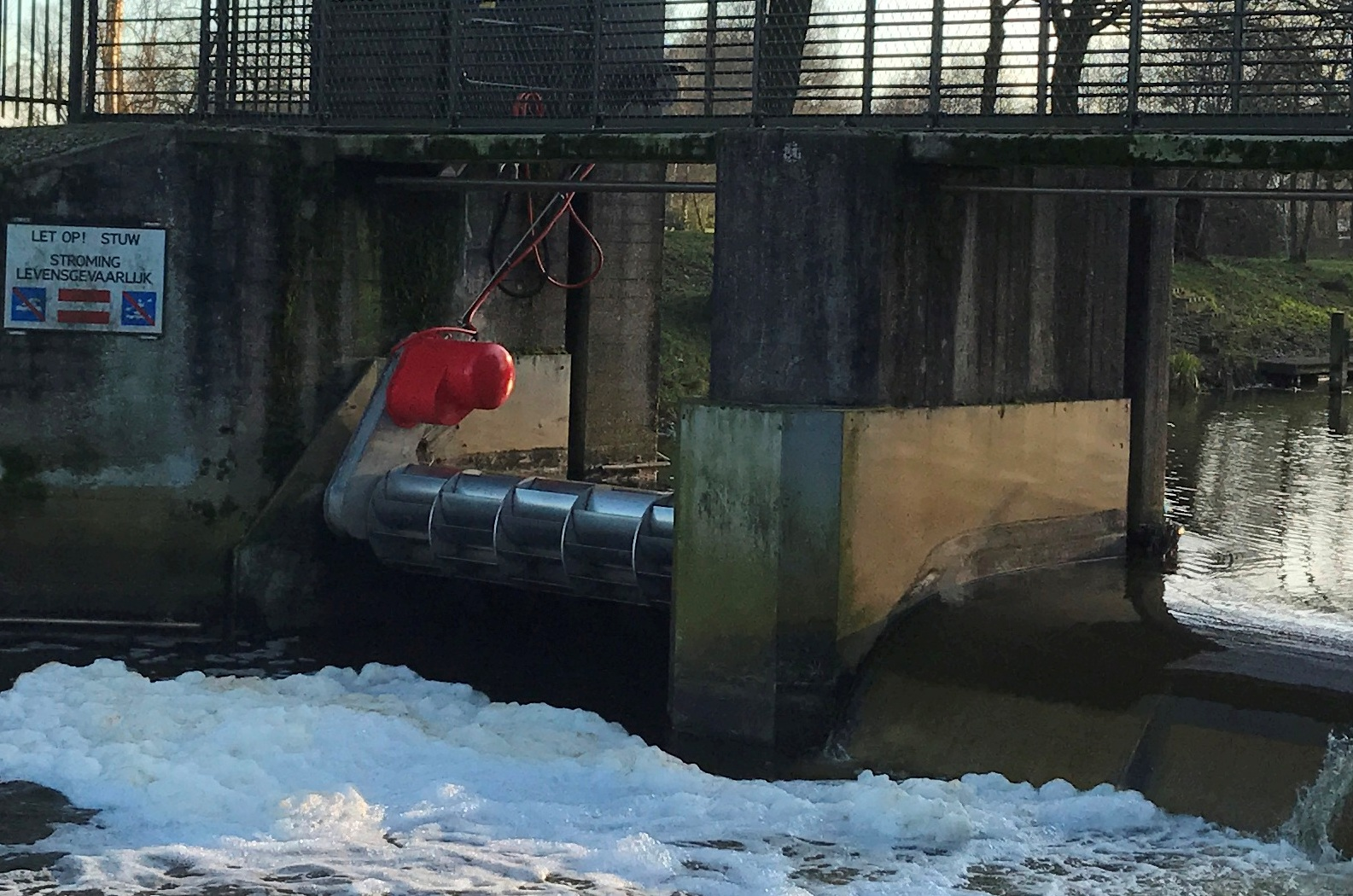
Micro waterkrachtcentrale in de stuw Asschat in Leusden (januari 2020)

In 2018 is er bij de stuw Asschat in Leusden een proefproject gestart met een micro waterkrachtcentrale die als retrofit in de bestaande stuw is geplaatst. Het kunststof waterrad dat de generator met een vermogen van 8 kilowatt aandreef bleek niet te voldoen en is eind 2019 door het waterschap Vallei en Veluwe vervangen door een exemplaar van roestvaststaal.

## Vervuiling
Het kanaal bevat vervuild slib. Bij Overberg vonden in 2004 baggerwerkzaamheden plaats om het daar op te ruimen. Oorzaak van het verontreiniging is onder andere het via het riool lozen van ongezuiverd proces- en afvalwater vanuit het nabijgelegen geïndustrialiseerde Veenendaal. Ook op andere plaatsen langs en nabij het kanaal is tot in de jaren zeventig van de vorige eeuw ongezuiverd afvalwater geloosd op het Valleikanaal.
In juli 2021 leidde hevige regenval dat rioolwater in het Valleikanaal stroomde. De waterkwaliteit van het Valleikanaal verslechterde over een lengte van 20 kilometer met als gevolg veel dode vissen. De dode vis werd verwijderd en tijdelijk werd het peil in het kanaal verlaagd om een snellere verversing van het water te regelen. In de Zijdewetering werd met beluchters extra zuurstof in het water gebracht waarna de situatie is verbeterd.

## Bevaarbaarheid
Het kanaal is alleen bevaarbaar voor kano's en roeiboten.